# 요하나 슈피리
요하나 루이제 슈피리(독일어: Johanna Louise Spyri, 독일어 발음: [joˈhana ˈʃpiːri], 혼전 성씨: 호이서·Heusser, 1827년 6월 12일 ~ 1901년 7월 7일)는 스위스의 소설가이다.

## 경력
히르첼에서 의사의 딸로 태어났으며, 따뜻한 성격으로 히르첼 주민들에게 존경을 받았다. 그의 모친은 개신교 목사의 딸이며 글을 잘 썼다. 취리히에서 가까운 산골인 히르첼은 소설 하이디에 나온 스위스 산골의 모델이 되었다.
14살에 취리히에서 공부했으며 졸업 후에 고향에서 독서에 몰두하였다. 1852년 베른하르트 슈피리(1884년 죽음) 변호사와 결혼하였다. 베른하르트 변호사는 신문 편집자이기도 했으므로 그의 집은 당연히 문학가, 음악가, 역사학자 등의 지식인들이 드나들었다.
결혼 뒤 중년을 넘어서면서부터 소년, 소녀들이 즐기는 기독교 소설을 썼다. 글을 쓰게 된 동기는 프로이센-프랑스 전쟁으로 인하여 스위스를 찾아오는 피난민들을 구제하기 위해서였다고 추정되며,  대표 작품으로는 《하이디》가 있다.